# Cladocolea gracilis
Cladocolea gracilis är en tvåhjärtbladig växtart som beskrevs av Kuijt. Cladocolea gracilis ingår i släktet Cladocolea och familjen Loranthaceae. Inga underarter finns listade i Catalogue of Life.